# Twilight Frontier
Twilight Frontier (яп. 黄昏フロンティア, Тасоґате Фуронтіа), скорочено Tasofro, група японських доджін розробників. Найбільше відомих по співпраці з Team Shanghai Alice (ZUN), включаючи офіційні ігри для серії Touhou Project.

## Продукція

### Ігри
| Title | Genre                      | System          | Release date                        | Note(s) | Ref(s)      |
| --- | -------------------------- | --------------- | ----------------------------------- | --- | ----------- |
| Eternal Fighter Zero (-RENEWAL-, Blue Sky Edition, Bad Moon Edition, -MEMORIAL-) | файтинґ                    | Windows         | 11 серпня 2000 (Comiket 58)         | Файтинґ з персонажами з Moon, One, Kanon, і Air.                                                                                       | [ 1 ] [ 2 ] |
| Immaterial and Missing Power Tōhō Suimusō (яп. 東方萃夢想, досл. "Східна фантазія, що збирається") | файтинґ                    | Windows         | 17 серпня 2003 (Comiket 64)         | 1-ий файтинґ в Touhou Project; в співпраці з Team Shanghai Alice.                                                                      | [ 3 ] [ 4 ] |
| Super Marisa Land Sūpā Marisa Rando (яп. スーパーマリサランド) | Платформер                 | Windows         | 4 травня 2005 (Reitaisai 2)         | Клон Super Mario World з Марісою Кірісаме.                                                                                             | [ 5 ]       |
| MegaMari MegaMari - Marisa no Yabou (яп. メガマリ - 魔理沙の野望, досл. Marisa's Ambition) | Platform                   | Windows         | 21 травня 2006 (Reitaisai 3)        | Клон Mega Man 2 з Марісою Кірісаме. | [ 6 ]       |
| Higurashi Daybreak Higurashi Deibureiku (яп. ひぐらしデイブレイク) | Шутер від третьої особи    | Windows         | 13 серпня 2006 (Comiket 70)         | На основі Візуальної новели Higurashi When They Cry від 07th Expansion. An expansion, Higurashi Daybreak Kai, випущена 22 квітня 2007. | [ 8 ]       |
| PatchCon! Pachukon! (яп. ぱちゅコン！ - Defend the library!) | Стратегія в реальному часі | Windows         | 31 грудня 2007 (Comiket 73)         | Стратегія в реальному часі про Пачулі Нолідж.                                                                                          | [ 9 ]       |
| Scarlet Weather Rhapsody Tōhō Hisōten (яп. 東方緋想天, досл. "Східне небо багряних думок") | файтинґ                    | Windows         | 5 травня 2008 (Reitaisai 5)         | 2-ий файтинґ в серії Touhou Project; в співпраці з Team Shanghai Alice.                                                                | [ 10 ]      |
| Touhou Hisoutensoku Tōhō Hisōtensoku ~ Chōdokyū Ginyoru no Nazo wo Oe (яп. 東方非想天則 〜 超弩級ギニョルの謎を追え, досл. "Неймовірний східний закон природи ~ У гонитві за таємницею супердредноута Ґіньол") | файтинґ                    | Windows         | 15 серпня 2009 (Comiket 76)         | 3-й файтинґ серії Touhou Project; в співпраці з Team Shanghai Alice.                                                                   | [ 11 ]      |
| New Super Marisa Land Marisa to Muttsu no Kinoko (яп. 魔理沙と６つのキノコ, досл. "Marisa and the Six Mushrooms")                                                                                              | Платформер                 | Windows         | 14 серпня 2010 (Comiket 78)         | Сиквел Super Marisa Land. | [ 12 ]      |
| DynaMarisa 3D Daina Marisa 3D (яп. ダイナマリサ３Ｄ) | Шутер від третьої особи    | Windows         | 1 травня 2011 (Comic 1☆5)           | Пародія Earth Defense Force 2017 з Марісою Кірісаме.                                                                                   | [ 13 ]      |
| Grief Syndrome Gurīfu Shindorōmu (яп. グリーフシンドローム) | Платформер                 | Windows         | 12 серпня 2011 (Comiket 80)         | Сайд-скролер заснований на аніме Puella Magi Madoka Magica.                                                                            | [ 14 ]      |
| Komeiji Satori no Jousou Kyouiku (яп. 古明地さとりの情操教育, досл. "Satori Komeiji's Mental Education") | ПазлПлатформер             | Windows         | 11 серпня 2012 (Comiket 82)         | Ізометрична гра з Саторі Комеїджі. | [ 15 ]      |
| Hopeless Masquerade Tōhō Shinkirō (яп. 東方心綺楼, досл. "Східна вежа шовкового серця") | файтинґ                    | Windows         | 26 травня 2013 (Reitaisai 10)       | четвертий файтинґ серії Touhou Project; в співпраці з Team Shanghai Alice.                                                             | [ 16 ]      |
| Shoot Shoot Nitori Shūshū Nito (яп. 収集荷取, досл. "Collecting Goods") | Shoot 'em up               | Windows         | 11 травня 2014 (Reitaisai 11)       | Боковий bullet hell з Ніторі Кавашіро.                                                                                                 | [ 17 ]      |
| Urban Legend in Limbo Tōhō Shinpiroku (яп. 東方深秘録, досл. "Записи глибинних східних таємниць") | файтинґ                    | Windows         | 10 травня 2015 (Reitaisai 12)       | 5-ий файтинґ в серії Touhou Project; в співпраці з Team Shanghai Alice.                                                                | [ 18 ]      |
| Urban Legend in Limbo Tōhō Shinpiroku (яп. 東方深秘録, досл. "Записи глибинних східних таємниць") | файтинґ                    | PlayStation 4   | JP: 8 грудня 2016                   | 5-ий файтинґ в серії Touhou Project; в співпраці з Team Shanghai Alice.                                                                | [ 19 ]      |
| Shoot Shoot Nitori: The Golden Shūshū Nito - Kin (яп. 収集荷取・金, досл. "Collecting Goods - Gold") | Shoot 'em up               | Windows         | 30 грудня 2015 (Comiket 89)         | Сиквел Shoot Shoot Nitori. | [ 20 ]      |
| Antinomy of Common Flowers Tōhō Hyōibana (яп. 東方憑依華, досл. "Східні одержимі квіти") | файтинґ                    | Windows         | 29 грудня 2017 (Comiket 93)         | 6-ий файтинґ серії Touhou Project; в співпраці з Team Shanghai Alice.                                                                  | [ 21 ]      |
| Antinomy of Common Flowers Tōhō Hyōibana (яп. 東方憑依華, досл. "Східні одержимі квіти") | файтинґ                    | PlayStation 4   | 22 квітня 2021                      | 6-ий файтинґ серії Touhou Project; в співпраці з Team Shanghai Alice.                                                                  | [ 22 ]      |
| Antinomy of Common Flowers Tōhō Hyōibana (яп. 東方憑依華, досл. "Східні одержимі квіти") | файтинґ                    | Nintendo Switch | 22 квітня 2021                      | 6-ий файтинґ серії Touhou Project; в співпраці з Team Shanghai Alice.                                                                  | [ 23 ]      |
| MarisaLand Legacy Marisarando Regashi (яп. マリサランド・レガシィ) | Платформер                 | Windows         | 14 жовтня 2018 (Autumn Reitaisai 5) | Ремейк Super Marisa Land. | [ 24 ]      |
| Sunken Fossil World Tōhō Gōyoku Ibun ~ Suibotsushita Chinshū Jigoku (яп. 東方剛欲異聞 ～ 水没した沈愁地獄, досл. "Східна дивна історія про скупість ~ Підводне пекло затонулого смутку")                       | Bullet hell-Платформер     | Windows         | 24 жовтня 2021                      | 1-ий платформер в серії Touhou Project; в співпраці з Team Shanghai Alice.                                                             | [ 25 ]      |
| Sunken Fossil World Tōhō Gōyoku Ibun ~ Suibotsushita Chinshū Jigoku (яп. 東方剛欲異聞 ～ 水没した沈愁地獄, досл. "Східна дивна історія про скупість ~ Підводне пекло затонулого смутку")                       | Bullet hell-Платформер     | Nintendo Switch | 20 жовтня 2022                      | 1-ий платформер в серії Touhou Project; в співпраці з Team Shanghai Alice.                                                             | [ 26 ]      |

### Музичні CD
- Higurashi Daybreak OST (яп. ひぐらしデイブレイク OST, 2004-04-22)[27]
- New Super Marisa Land OST (яп. 魔理沙と６つのキノコ OST, досл. "Marisa and Six Mushrooms OST"; 2010-12-30)[28]

Разом з Team Shanghai Alice
- Immaterial and Missing Power OST (яп. 幻想曲抜萃, Gensōkyoku Bassui, досл. "Collection of Illusionary Music"; 2005-08-14)[29]
- Scarlet Weather Rhapsody OST (яп. 全人類ノ天楽録, Zenjinrui no Tengakuroku Tōhō Hisōten, досл. "Celestial Music Record of All Humankind"; 2008-08-16)[30]
- Touhou Hisoutensoku OST (яп. 核熱造神ヒソウテンソク, Kakunetsuzōshin Hisōtensoku, досл. "Thermonuclear Titan Hisoutensoku"; 2009-12-30)[31]
- Hopeless Masquerade OST (яп. 暗黒能楽集・心綺楼, Ankoku Nōgakushū, досл. "Dark Noh Collection"; 2013-08-12)[32]
- Urban Legend in Limbo OST (яп. 深秘的楽曲集　宇佐見菫子と秘密の部室, Shinpiteki Gakkyokushū ~ Usami Sumireko to Himitsu no Bushitsu, досл. "A Deeply Mystic Music Collection ~ Sumireko Usami and the Clubroom of Secrets"; 2015-08-14)[33]
- Urban Legend in Limbo OST 2 (яп. 深秘的楽曲集・補 東方深秘録初回特典CD, Shinpiteki Gakkyokushū - Ho ~ Tōhō Shinpiroku Shokai Tokuten CD, досл. "A Deeply Mystic Music Collection Supplement ~ Touhou Shinpiroku First Pressing Special CD"; 2016-12-08)[34]
- Antimony of Common Flowers OST (яп. 完全憑依ディスコグラフィ, Kanzenhyōi Disukogurafi, досл. "Perfect Possession Discography"; 2018-05-06)[35]

## Члени
- Unabara Iruka (яп. 海原海豚) — Генеральний продюсер/Дизайн персонажів/Графіка системи/Сюжет/Звукові ефекти
- Nono Tarō (яп. ののたろう) — Головний програміст
- KuMa — Помічник програміста
- Alphes — Дизайн персонажів
- Specter (яп. スペクター) — Дизайн персонажів
- Hasegawa Iwashi (яп. 長谷川イワシ) — Дизайн персонажів/Фонова графіка
- GOME — Дизайн персонажів
- JUN — Звукові ефекти
- Uni Akiyama (яп. あきやまうに) або U2 — Музика
- NKZ — Музика